# بندوان (قفقاز)
بیاندووان (به انگلیسی: Byandovan) یک روستا در شهرستان سالیان در جمهوری آذربایجان است.